# Porto de Galinhas

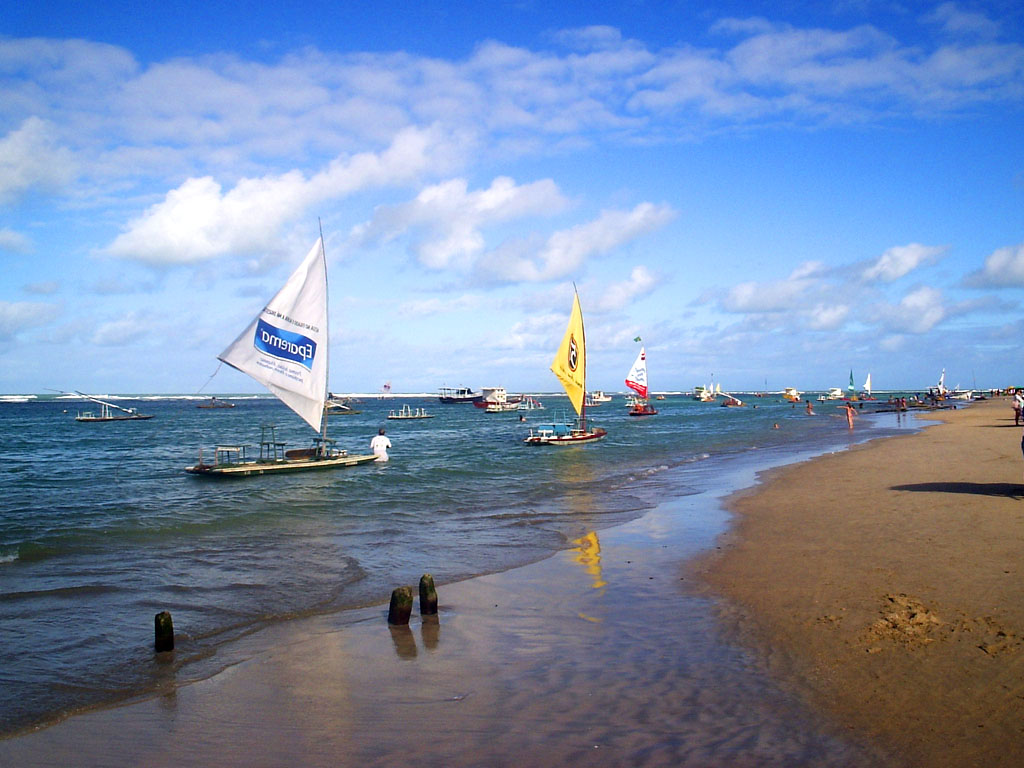
Porto de Galinhas

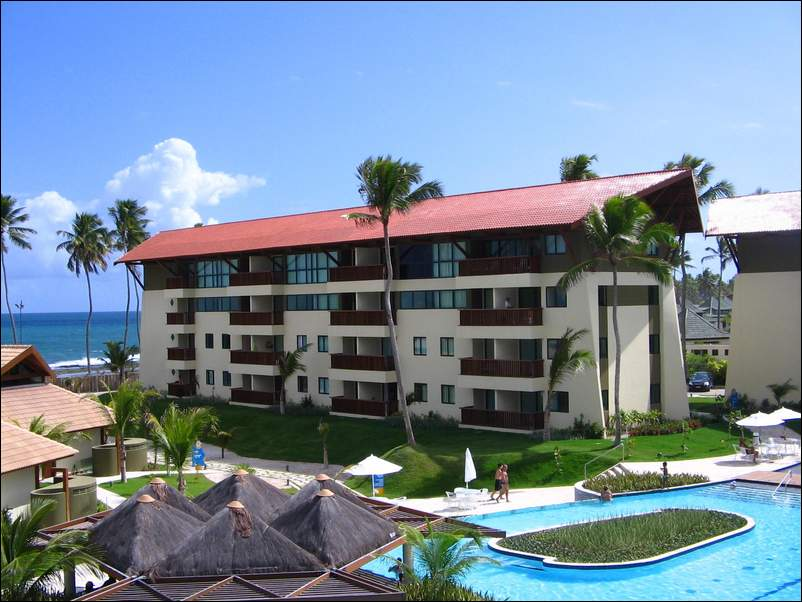
Villaggio turistico

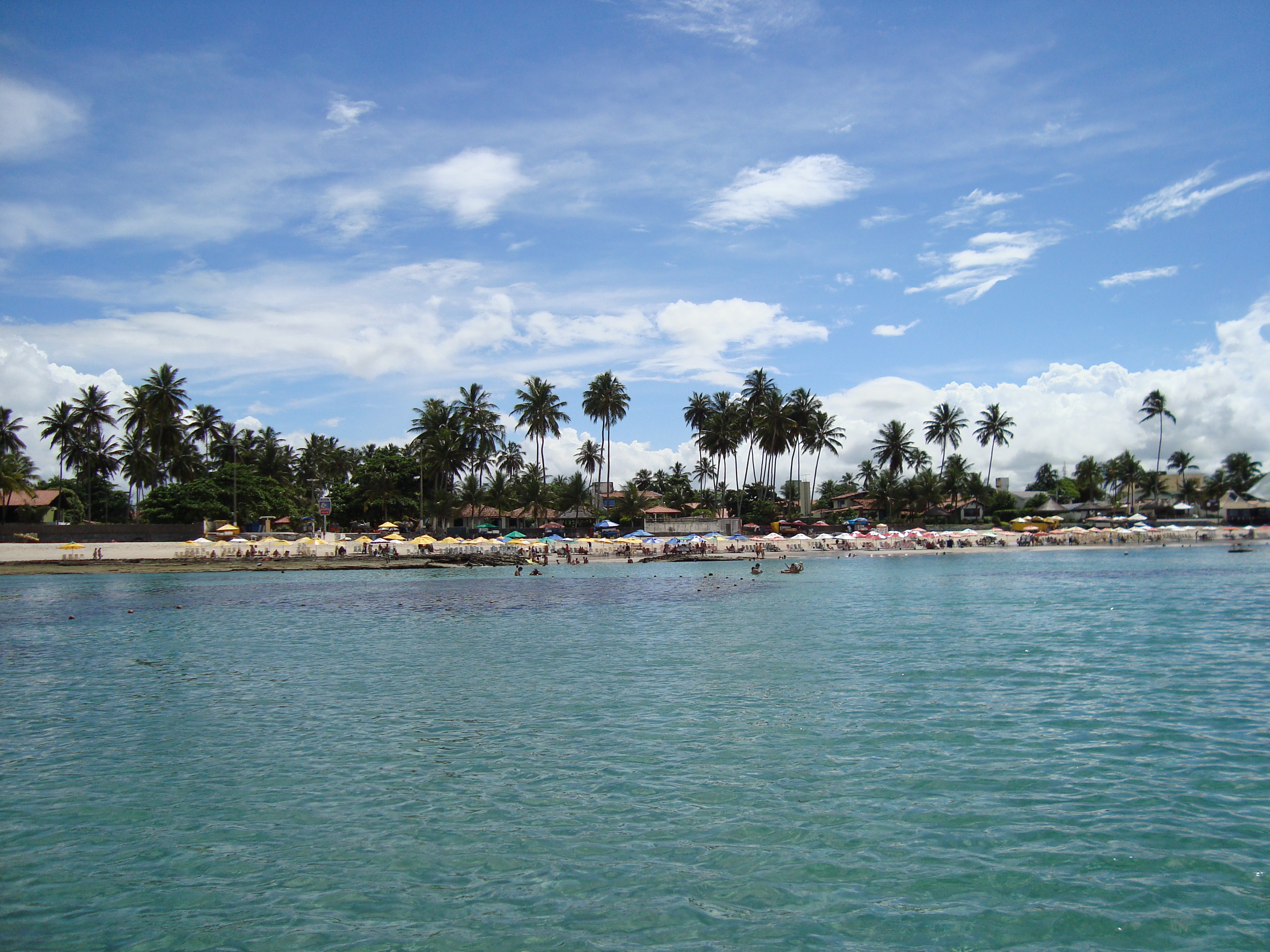
Porto, visto da una barca

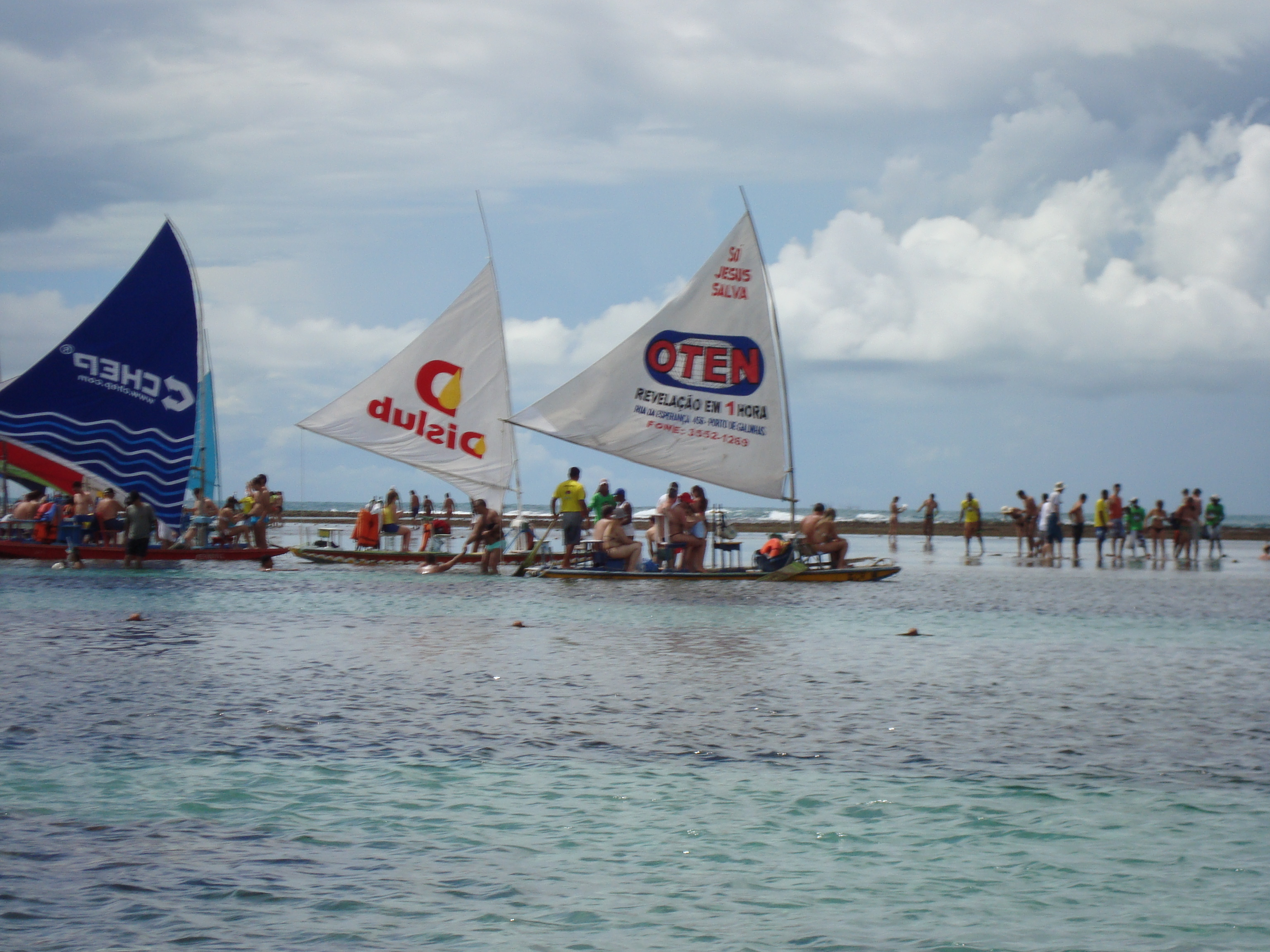
Tipiche canoe

Porto de Galinhas è una spiaggia che si trova nel territorio della municipalità di Ipojuca, Pernambuco, Brasile. Porto de Galinhas è una nota destinazione turistica. La località è famosa per le sue spiagge bianche e per le pozze naturali. Si trova nella municipalità di Ipojuca, 60 km a sud della capitale dello Stato, Recife.
È stata votata "Miglior spiaggia brasiliana" per otto volte di seguito dai lettori della rivista brasiliana Voyage & Tourism. Secondo la rivista, le ragioni principali risiedono nella bellezza delle piscine naturali (le più vicine alla costa, in tutto il Brasile), i sentieri naturalistici, l'infrastruttura alberghiera e la vicinanza ad una grande città (Recife) ed al suo aeroporto.
Il nome ha origini risalenti al periodo dello schiavismo presente nella tratta Africa (Golfo di Guinea) e colonie europee sudamericane: Tramite il porto gli schiavi giungevano terrorizzati ed erano chiamati "Galinhas" per non destare i sospetti e i controlli governativi dopo l'abolizione della schiavitù (portoghese e spagnola) in quanto il commercio era ancora presente. Le galinhas erano fortemente richieste in quest'area sviluppatasi con la manovalanza per coltivare i terreni.